# Капраљија (Алесандрија)
Капраљија је насеље у Италији у округу Алесандрија, региону Пијемонт.
Према процени из 2011. у насељу је живело 87 становника. Насеље се налази на надморској висини од 77 м.